# Фудбалска репрезентација Киргистана
Фудбалска репрезентација Киргистана (кирг. Кыргызстандын улуттук футбол курамасы / Kyrgyzstan uluttuk futbol kuramasy) представља Киргистан у међународним фудбалским такмичењима и под контролом је Фудбалског савеза Киргистана.

## Успеси

### Светско првенство
- 1930—1990: Део  Совјетски Савез
- 1994—2022: Није се квалификовала

### АФК азијски куп
- 1956—1992: Део  Совјетски Савез
- 1996—2015: Није се квалификовала
- 2019: 15. место
- 2023: 20. место